# Androniscus carli
Androniscus carli là một loài chân đều trong họ Trichoniscidae. Loài này được Strouhal miêu tả khoa học năm 1929.